# Хајна (Клостер)
Хајна (њем. Haina) општина је у њемачкој савезној држави Хесен. Једно је од 22 општинска средишта округа Валдек-Франкенберг. Према процјени из 2010. у општини је живјело 3.650 становника. Посједује регионалну шифру (AGS) 6635013.

## Географски и демографски подаци
Хајна се налази у савезној држави Хесен у округу Валдек-Франкенберг. Општина се налази на надморској висини од 337 метара. Површина општине износи 91,3 km². У самом мјесту је, према процјени из 2010. године, живјело 3.650 становника. Просјечна густина становништва износи 40 становника/km².